# Depo-Provera
Depo-Provera – odwracalna metoda zapobiegania ciąży (antykoncepcji). Jest stosowana w postaci zastrzyku (iniekcji). Zastrzyk zawiera hormon- octan medroksyprogesteronu, blokujący czynność owulacyjną jajników, jednocześnie powodujący zgęstnienie śluzu szyjki macicy co z kolei uniemożliwia przeniknięcie spermy do jajowodów, co jest dodatkowym zabezpieczeniem, gdyby owulacja jednak nastąpiła. Progestageny powodują atrofię błony śluzowej macicy, co może utrudniać implantację zarodka.